# جون شارب (لاعب كريكت بريطاني)
جون شارب (6 سبتمبر 1917 في المملكة المتحدة - 15 يناير 1977 في النرويج) (بالإنجليزية: John Sharp)‏ هو عسكري ولاعب كريكت بريطاني.